# کراتوز سبورئیک
کراتوز سبورئیک که به آن کراتوز (شاخینگی) چربی‌دار و کراتوز سبوره‌ای (به انگلیسی: Seborrheic keratosis) هم گفته‌اند، تومور پوستی خوش‌خیمی است که از کراتینوسیت‌ها سرچشمه می‌گیرد. مانند لکه‌های پیری، کراتوز سبورئیک نیز با بالا رفتن سن بیشتر دیده می‌شوند.
ضایعات به رنگ‌های مختلف، از رنگ برنزهٔ روشن تا سیاه، ظاهر می‌شوند. شکل آنها گرد یا بیضوی است، در لمس مسطح یا اندکی برآمده است، مانند دلمه‌ای که روی زخم در حال التیام تشکیل می‌شود، و اندازهٔ آن از خیلی کوچک تا قطر بیش از ۲٫۵ سانتی‌متر (۱ اینچ) متغیر است. خیلی از اوقات، این ضایعات ممکن است به صورت تومور ترکیبی یا در نتیجهٔ پدیده‌های پیشرفت تومور، همراه با وضعیت‌های دیگر پوستی، از جمله کارسینوم سلول بازال، وجود داشته باشند. در بررسی بالینی، تشخیص افتراقی شامل زگیل (گرچه این ضایعه منشأ ویروسی ندارد) و ملانوم (گرچه این ضایعه ربطی به ملانوم ندارد) است. از آنجا که فقط لایه‌های بالای روپوست درگیر هستند، کراتوزهای سبورئیک غالباً منظرهٔ «چسبانده شده» دارند.

## طبقه‌بندی
کراتوز سبورئیک را به انواع زیر می‌توان تقسیم کرد:
- کراتوز سبورئیک معمولی (پاپیلوم سلول بازال، زگیل پیری توپر)
- کراتوز سبورئیک مشبک (زگیل پیری آدنویید)
- کراتوز سبورئیک گچ‌مانند (زگیل پیری انگشتی، زگیل پیری هیپرکراتوزی، زگیل پیری دندانه‌دندانه؛ زگیل پیری زگیلی)—غالباً به رنگ قهوه‌ای روشن تا مایل به سفید است. اندازهٔ آن از سرسوزن تا چند میلی‌متر است. غالباً در ناحیهٔ دیستال تیبیا، قوزک پا، و پا یافت می‌شود.
- کراتوز سبورئیک کلونال
- کراتوز سبورئیک تحریک شده (آکانتوم سلول قاعده‌ای-سنگفرشی، زگیل پیری ملتهب)
- ر با آتیپی سنگفرشی
- ملانوآکانتوم (زگیل پیری پیگمانته)
- درماتوز پاپولی سیاه—عموماً در افراد بزرگسال سیاه‌پوست یافت می‌شود، و روی چهره به صورت پاپول‌های خوش‌خیم کوچک از اندازهٔ سرسوزنی تا چند میلی‌متر ظاهر می‌شود.
- کراتوز فولیکولی وارون.

## میزان بروز
کراتوز سبورئیک شایع‌ترین تومور خوش‌خیم پوستی است و میزان بروز آن در افزایش مسن افزایش می‌یابد و بین دو جنس تفاوتی ندارد. شیوع آن در افراد با رنگ پوست تیره‌تر کمتر است. بر اساس مطالعات گروهه‌ای بزرگ، ۱۰۰٪ بیماران بالای ۵۰ سال لااقل دارای یک کراتوز سبورئیک بودند. شروع آن معمولاً در میانسالی است، گرچه در افراد جوان‌تر هم ناشایع نیست—یعنی در ۱۲٪ افراد ۱۵ تا ۲۵ ساله نیز یافت می‌شود—بنا بر این، «کراتوز سبورئیک» نام مناسبی برای آن نیست.

## سبب‌شناسی
علت کراتوز سبورئیک به خوبی شناخته نشده است. این فرضیه مطرح شده است که از آنجا که کراتوز سبورئیک غالباً در نواحی در معرض نور خورشید بروز می‌کند، نور فرابنفش ممکن است در بیماری‌زایی آن نقش داشته باشد. با این حال، خیلی از اوقات نیز این ضایعات در مناطقی بروز می‌کند که در معرض آفتاب نبوده است. اخیراً با شناسایی جهش‌های سوماتیک در FGFR3، یک گیرندهٔ فاکتور رشد، در سلول‌های تشکیل دهندهٔ ضایعه، اطلاعات بیشتری در بارهٔ بیولوژی کراتوز سبورئیک به دست آمده است.

## ریشه‌شناسی
اصطلاح «کراتوز سبورئیک» بر گرفته از کراتینوسیت (به معنای بخشی از اپیدرم که کراتین تولید می‌کند)، پسوند -وز (به معنای ناهنجاری)، و شکل صفت سبوره است.

## تشخیص

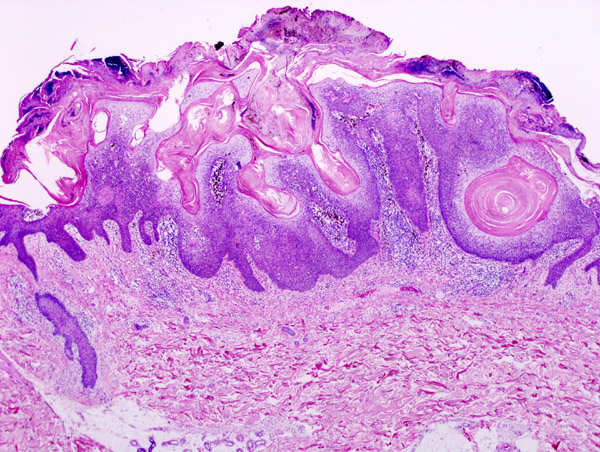
تصویر میکروسکوپی یک کراتوز سبورئیک (رنگ‌آمیزی H&E، بزرگ‌نمایی اسکن)

تشخیص بصری بر اساس منظرهٔ «چسبانده شده»، مرواریدها یا کیست‌های شاخی جای گرفته در ساختمان آن صورت می‌گیرد. ضایعات پیگمانتهٔ تیره ممکن است به سختی از ملانوم‌های ندولر قابل تشخیص باشند. علاوه بر این، کراتوز سبورئیک نازک روی پوست صورت ممکن است حتی با درماتوسکوپی به سختی از لنتیگوی بدخیم قابل افتراق باشد. از نظر بالینی، خال‌های اپیدرمی از نظر ظاهری مشابه با کراتوز سبورئیک هستند. خال‌های اپیدرمی غالباً در زمان تولد یا مدت کوتاهی بعد از آن وجود دارند. کندیلوماها و زگیل‌ها از نظر بالینی شبیه کراتوز سبورئیک هستند، و درماتوسکوپی می‌تواند مفید باشد. بر روی آلت و پوست تناسلی، تشخیص افتراقی کندیلوماها و زگیل‌های پیری حتی با بیوپسی نیز ممکن است دشوار باشد.
تا این زمان، استاندارد طلایی در تشخیص کراتوز سبورئیک، بررسی هیستوپاتولوژیک بیوپسی پوست است.

## درمان
کراتوز سبورئیک، جز به لحاظ زیبایی، نیازی به درمان ندارد. از آنجا که، در صورت دستکاری ضایعه، خطر بروی عفونت محلی اندکی افزایش می‌یابد، لذا در مواقعی که ضایعه بر اثر لباس یا جواهرات تحریک می‌شود یا خارش پیدا می‌کند، عموماً برداشت جراحی ضایعه توصیه می‌شود.
ضایعات کوچک را می‌توان با کوتر برقی درمان کرد. ضایعات بزرگ‌تر را می‌توان با الکترودسیکاسیون و کورِت، برداشت تراشیدنی، یا کرایو درمان کرد. در صورتی که برداشت کراتوز سبورئیک به درستی انجام شود، معمولاً اسکار زیادی بر جای نمی‌ماند، مگر در افرادی که پوست تیره دارند. کرایو نیز روشی درمانی است که در آن ضایعات کراتوز سبورئیک با نیتروژن مایع منجمد می‌شود.